# Eucharis borceai
Eucharis borceai is een vliesvleugelig insect uit de familie Eucharitidae. De wetenschappelijke naam is voor het eerst geldig gepubliceerd in 1968 door Andriescu.